# Ирландские добровольцы
Ирла́ндские доброво́льцы (ирл. Óglaigh na hÉireann) — военная организация, основанная 25 ноября 1913 года ирландскими националистами, чтобы «обеспечить безопасность и поддержку прав и привилегий всем людям Ирландии»; прямая предшественница Ирландской Республиканской Армии.
Задачи организации были закреплены в «Конституции ирландского добровольца» и заключались в следующем:
1. Защищать поддерживать и охранять права и свободы, общие для всех граждан Ирландии.
2. Обучать, инструктировать и оснащать с этой целью силы Ирландских добровольцев, которые будут служить интересам Ирландского национального правительства, когда таковое будет создано.
3. Объединять на службе Ирландии ирландцев всех убеждений, всех партий и классов.

Кандидат в ряды Ирландских добровольцев писал следующее заявление: «Я, нижеподписавшийся, желаю поступить на службу Ирландии в рядах сил Ирландских добровольцев. Я подписываюсь под Конституцией Ирландских добровольцев и выражаю своё согласие и повиновение каждой её статье. Я заявляю, что присоединяясь к силам Ирландских добровольцев, я представляю установленные органы организации Ирландских добровольцев и никакие другие».
Записавшийся в Ирландские добровольцы получал членскую карточку, «Книжечку ирландского добровольца», и «Общую схему организации». Добровольцы во всех городах страны были также обязаны платить еженедельный членский взнос, пропорционально своим доходам. Сумма взноса указывалась в книжечке и на членской карточке.
Именно на эти взносы в основном нанимались преподаватели и инструкторы, а также снимались помещения для занятий и тренировок, в том числе и по стрелковому делу.
Подавляющее большинство Ирландских добровольцев составляли католики от 20 до 30 лет, фабричные рабочие и разночинцы. В то же время большинство первых инструкторов, преподавателей и офицеров Ирландских добровольцев были людьми с высшим образованием после 35.
На первом общем собрании Ирландских добровольцев в Дублине 25 ноября 1913 собралось более семи тысяч человек. Помещение вмещало около четырёх тысяч, поэтому ещё три тысячи желающих разместились под открытым небом в парке. После первого собрания в ряды добровольцев записалось более 3 тысяч ирландцев.
Кроме знаков отличия, особой формы у первых Ирландских добровольцев не было. К августу 1914 в рядах добровольческих сил уже 180 тысяч бойцов, кроме того, организации было позволено[кем?] беспрепятственно ввозить оружие. Идеологическая программа добровольцев тесно переплеталась с целями целого ряда возникших тогда образовательных, просветительских и полувоенных организаций. Таких, как физкультурная Гэльская атлетическая ассоциация (GAA), Гэльская лига и скаутское детское движение «Ирландские фении» (или «Герои Ирландии» — Fianna Eireann).
После начала Первой мировой войны «Ирландские добровольцы» были призваны к борьбе на стороне Великобритании, что вызвало раскол: часть членов организации завербовалась в Британскую армию, а другие стали планировать вооруженное восстание, вошедшее в историю как Пасхальное восстание. Оно началось в Дублине 24 апреля 1916 года в 12 часов дня, где восставшими было захвачено несколько зданий в центре, главпочтамт и вокзалы, продолжено в городах Эннискорти и Атенрай. Члены партии провозгласили Ирландскую республику, создав Временное правительство.
Пасхальное Восстание было подавлено спустя неделю английскими войсками во главе с генералом Джоном Максвеллом, шестнадцать человек из числа лидеров восстания были казнены после суда.